# Mount Olivet
Mount Olivet – miasto w Stanach Zjednoczonych, w stanie Kentucky, siedziba administracyjna hrabstwa Robertson.